# Мондарола
Мондарола је насеље у Италији у округу Ређо ди Калабрија, региону Калабрија.
Према процени из 2011. у насељу је живело 40 становника. Насеље се налази на надморској висини од 667 м.